# Manzaneque (kommunhuvudort)
Manzaneque är en kommunhuvudort i Spanien.   Den ligger i provinsen Toledo och regionen Kastilien-La Mancha, i den centrala delen av landet, 90 km söder om huvudstaden Madrid. Manzaneque ligger 719 meter över havet och antalet invånare är 523.
Terrängen runt Manzaneque är platt norrut, men söderut är den kuperad. Runt Manzaneque är det ganska glesbefolkat, med 28 invånare per kvadratkilometer. Närmaste större samhälle är Mora, 5,7 km norr om Manzaneque. Omgivningarna runt Manzaneque är i huvudsak ett öppet busklandskap.